# Siosi Cocker Mafi
Siosi Cocker Mafi é uma economista tonganesa . Ela foi Governadora do Banco da Reserva Nacional de Tonga entre maio de 2003 e julho de 2013, sendo a primeira mulher a ocupar o cargo.

## Carreira
Mafi começou a trabalhar para o Banco central em 1993. Em 2003, foi nomeada governadora e tornou-se a primeira mulher a ocupar esse cargo em um banco central nas Ilhas do Pacífico.
Ela foi vice-governadora desde 2000 e também trabalhou como economista no Ministério das Finanças de Tonga durante os últimos três anos antes de se assumir o papel de executiva principal.
Siosi Mafi enxerrou seu mandato, em 21 de agosto de 2013, quando expirou o período de 5 anos, sendo sucedida pelo diplomata Sione Ngongo Kioa.